# John Devos
John Devos (geb. 26. Oktober 1988, Seattle) ist ein US-amerikanischer Schlagzeuger. Devos wurde in den 2010er Jahren mit der Beteiligungen an international besetzten Gruppen des Funeral Doom bekannt.

## Leben
Der in Seattle aufgewachsene John Devos war als Schüler Teil einiger Death- und Black-Metal-Bands. Seit dem Jahr 2013 brachte er sich bei Dalla Nebbia als Schlagzeuger ein. Im gleichen Jahr gründete er mit dem Dalla-Nebbia-Gitarrist Jeremy Lewis die Funeral-Doom-Band Mesmur, mit der beide internationale Bekanntheit erlangten. In den folgenden Jahren wurde Devos als Teil diverser Funeral-Doom-Gruppen zu einem bekannten und gefragten Schlagzeuger des Genres.

## Stil
Das Spiel von Devos entspricht den jeweils präsentierten Stilen. Im Funeral Doom spielt er mit ausgeprägtem Minimalismus, hinterlasse dabei allerdings „einen beachtlichen Raumeindruck“. Mit gelegentlichen „wilden und schnellen“ Ausbrüchen, bis hin in Blastbeats verfügt das Spiel von Devos über Dynamik und Vielfalt.

## Diskographie (Auswahl)
Mit Comatose Vigil A.K.
- → Hauptartikel: Comatose Vigil A. K.#Diskografie

Mit Dalla Nebbia
- 2013: The Cusp of the Void
- 2015: Felix Culpa

Mit Mesmur
- → Hauptartikel: Mesmur#Diskografie

Mit Pantheist
- 2021: Closer to God

Als Gast
- 2018: Ennui: End of the Circle